# Karl Franz von Schaesberg
Karl Franz Maria Graf von Schaesberg (* 27. Mai 1734 in Düsseldorf; † 25. Januar 1800 in Paderborn) war Domherr in Hildesheim, Münster und Paderborn.

## Leben

### Herkunft und Familie
Karl Franz Maria Graf von Schaesberg wuchs als Sohn des Johann Wilhelm von Schaesberg (1696–1768, Kanzler in Jülich und Berg) und dessen Gemahlin Rosa Veronica Magdalena von Westerholt zu Lembeck zusammen mit seinem Bruder Franz Ferdinand in der Adelsfamilie von Schaesberg auf. Im Jahre 1705 wurde die Familie durch den Kaiser in den Reichsgrafenstand erhoben.
Sein Alt-Großvater Johann Friedrich Freiherr von Schaesberg (1598–1671) war Statthalter des Kurfürsten Johann Wilhelm und mit Ferdinande von Wachtendonck verheiratet. So kam die Familie in den Besitz des Schlosses Krickenbeck.

### Wirken
Am 31. Dezember 1747 erhielt Karl Franz eine Tonsur und wurde auf ein geistliches Leben vorbereitet. 1752 übernahm er von seinem Onkel, dem Dompropst Johann Friedrich von Schaesberg, die Dompräbende in Paderborn. Die Weihe zum Subdiakon fiel auf den 19. März 1757. Es schloss sich ein Studium in Dijon mit der Fachrichtung Kanonisches Recht an. Ebenfalls von seinem Onkel erhielt er im Jahre 1760 eine Präbende in Münster. Am 17. März 1784 wurde er nach dem Tode des Johann Wilhelm von Bourscheidt Inhaber des Archidiakonats Stadtlohn. Karl Franz war im Jahre 1790 Domherr und Domkämmerer in Paderborn und wurde im selben Jahr auch Domherr in Hildesheim, wo er im Jahre 1792 zugunsten seines Neffen Heinrich Edmund verzichtete.

### Auszeichnungen
Am 13. November 1778 wurde Karl Franz vom Kurfürsten zum Geheimen Rat bestallt.